# Kabinett González II
Das Kabinett González II war eine Regierung in Spanien, die am 25. Juli 1986 von Ministerpräsident Felipe González von der Partido Socialista Obrero Español (PSOE) gebildet wurde und das Kabinett González I ablöste. 
Aus den vorausgegangenen Wahlen zum Congreso de los Diputados am 23. Juni 1986 ging die PSOE von González als eindeutiger Sieger hervor, gewann 44,3 Prozent und verfügte mit 184 der 350 Abgeordneten über eine deutliche absolute Mehrheit. Die konservative Coalición Popular (CP) um Manuel Fraga Iribarne wurde mit 26,1 Prozent und 105 Abgeordneten zweitstärkste Kraft, während das Centro Democrático y Social (CDS) des früheren Ministerpräsidenten Adolfo Suárez mit 19,2 Prozent und 19 Abgeordneten auf dem dritten Platz landeten. Die Convergència i Unió (CiU) von Miquel Roca wurde mit 5 Prozent und 18 Mandaten viertstärkste Kraft im Parlament.
Am 23. Juli 1986 bestätigte der Congreso de los Diputados Ministerpräsident González, der am 24. Juli 1986 von König Juan Carlos I. Suárez vor dem Palacio de la Zarzuela vereidigt wurde. Am 25. Juli 1986 veröffentlichte der Boletín Oficial del Estado die Zusammensetzung des Kabinetts González II. Am 12. Juli 1988 erfolgte die einzige, wenngleich umfangreichere Umbildung der Regierung. Dabei wurden mit Sozialministerin Matilde Fernández und Regierungssprecherin Rosa Conde auch zwei Frauen ins Kabinett berufen.
Das Kabinett González II blieb bis zum 6. Dezember 1989 im Amt und wurde dann durch das Kabinett González III abgelöst. Zuvor hatten am 29. Oktober 1989 die Neuwahlen zum Congreso de los Diputados stattgefunden.

## Mitglieder des Kabinetts

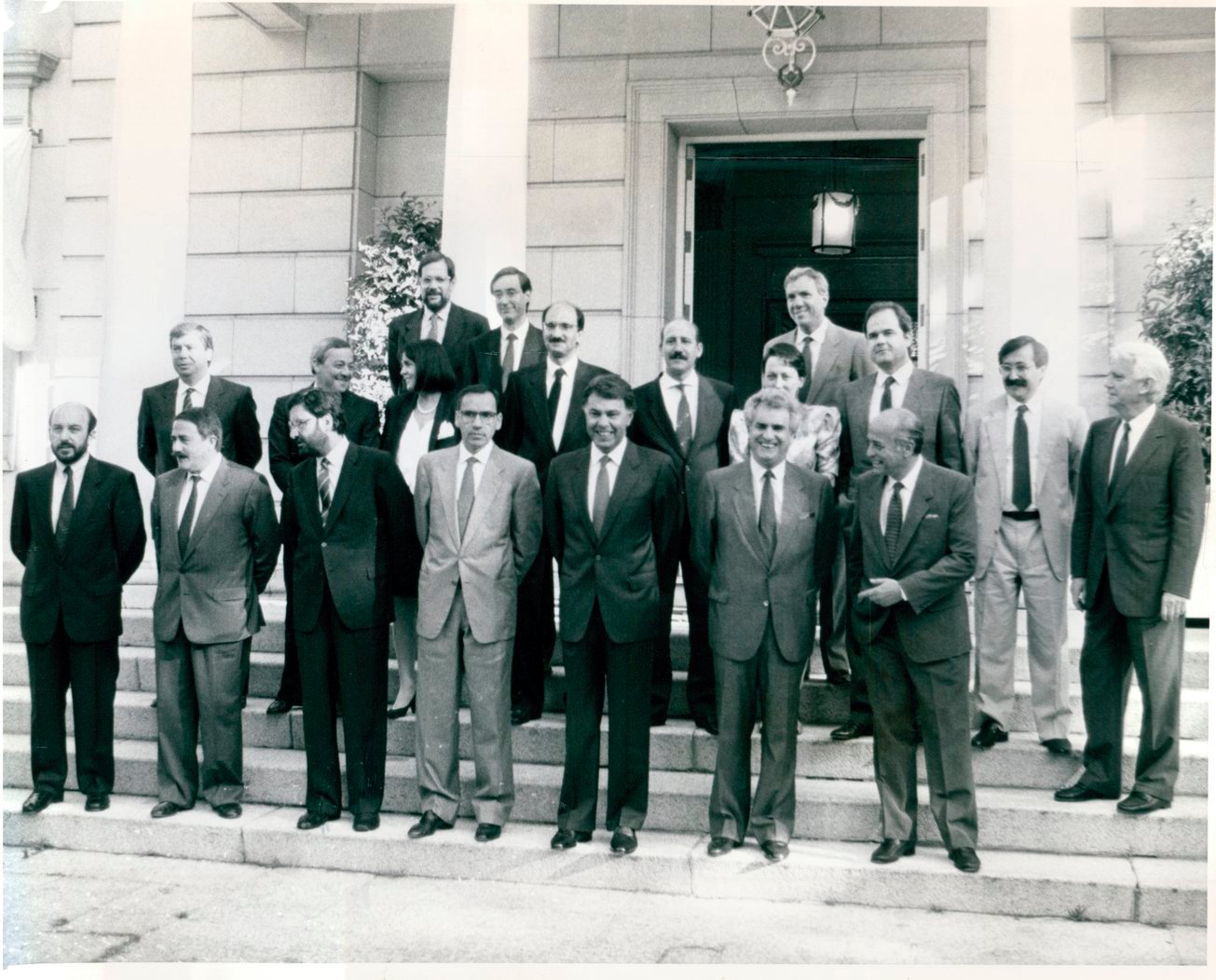
Das Kabinett González II nach der Umbildung von 12. Juli 1988

| Amt                                                  | Amtsinhaber                            | Beginn der Amtszeit         | Ende der Amtszeit             |
| ---------------------------------------------------- | -------------------------------------- | --------------------------- | ----------------------------- |
| Ministerpräsident                                    | Felipe González                        | 25. Juli 1986               | 6. Dezember 1989              |
| Vize-Ministerpräsident                               | Alfonso Guerra                         | 25. Juli 1986               | 6. Dezember 1989              |
| Minister für Wirtschaft und Finanzen                 | Carlos Solchaga                        | 25. Juli 1986               | 6. Dezember 1989              |
| Außenminister                                        | Francisco Fernández Ordóñez            | 25. Juli 1986               | 6. Dezember 1989              |
| Verteidigungsminister                                | Narcís Serra                           | 25. Juli 1986               | 6. Dezember 1989              |
| Innenminister                                        | José Barrionuevo José Luis Corcuera    | 25. Juli 1986 12. Juli 1988 | 8. Juli 1988 6. Dezember 1989 |
| Justizminister                                       | Fernando Ledesma Enrique Múgica        | 25. Juli 1986 12. Juli 1988 | 8. Juli 1988 6. Dezember 1989 |
| Minister für Arbeit und soziale Sicherheit           | Manuel Chaves                          | 25. Juli 1986               | 6. Dezember 1989              |
| Minister für Gesundheit und Verbraucher              | Julián García Vargas                   | 25. Juli 1986               | 6. Dezember 1989              |
| Minister für Industrie und Energie                   | Luis Carlos Croissier Claudio Aranzadi | 25. Juli 1986 12. Juli 1988 | 8. Juli 1988 6. Dezember 1989 |
| Minister für Transport, Tourismus und Kommunikation  | Abel Caballero José Barrionuevo        | 25. Juli 1986 12. Juli 1988 | 8. Juli 1988 6. Dezember 1989 |
| Minister für öffentliche Arbeiten und Stadtplanung   | Javier Sáenz de Cosculluela            | 25. Juli 1986               | 6. Dezember 1989              |
| Minister für Landwirtschaft, Fischerei und Ernährung | Carlos Romero Herrera                  | 25. Juli 1986               | 6. Dezember 1989              |
| Minister für Bildung und Wissenschaft                | José María Maravall Javier Solana      | 25. Juli 1986 12. Juli 1988 | 8. Juli 1988 6. Dezember 1989 |
| Kulturminister                                       | Javier Solana Jorge Semprún            | 25. Juli 1986 12. Juli 1988 | 8. Juli 1988 6. Dezember 1989 |
| Minister für öffentliche Verwaltung                  | Joaquín Almunia                        | 25. Juli 1986               | 6. Dezember 1989              |
| Minister für Beziehung zum Parlament                 | Virgilio Zapatero                      | 25. Juli 1986               | 6. Dezember 1989              |
| Sozialministerin                                     | Matilde Fernández                      | 12. Juli 1988               | 6. Dezember 1989              |
| Regierungssprecherin im Ministerrang                 | Rosa Conde                             | 12. Juli 1988               | 6. Dezember 1989              |